# 奇馬爾特南戈
奇馬爾特南戈（西班牙語：Chimaltenango）是危地馬拉的城市，也是奇馬爾特南戈省的首府，位於該國中部，距離首都危地馬拉市55公里，始建於1526年，面積212平方公里，海拔高度1,800米，主要經濟活動有農業和服務業，2002年人口74,077。

## 外部連結
- CHIMALTENANGO（页面存档备份，存于） from Guatemala.
- CHIMALTENANGO（页面存档备份，存于） from Guatemala.

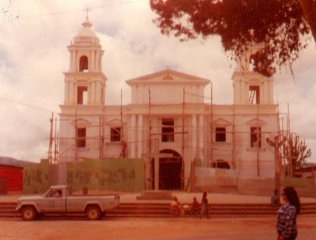

- Monografia del municipio de Chimaltenango, Dirección Departamental de Educación de Chimaltenango （西班牙文）